# Alissa Golob

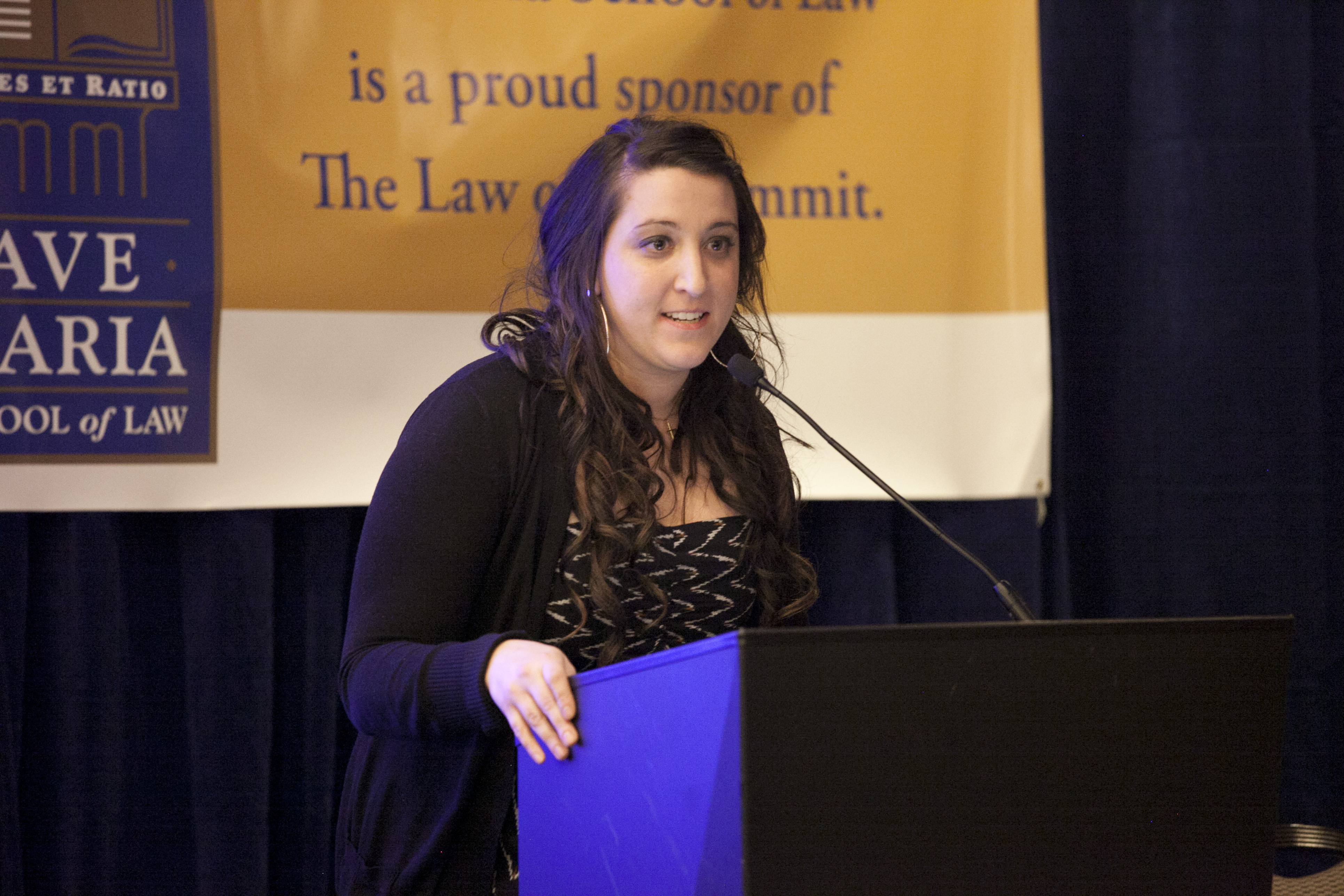
Alissa Golob na Cúpula da Lei da Vida de 2014.

Alissa Golob é uma ativista pró-vida canadense e cofundadora do RightNow, um grupo político que auxilia na eleição de candidatos pró-vida em eleições de nomeação local. 
Em 2013, ela compareceu às Nações Unidas para a 57ª Comissão sobre a Condição da Mulher com uma delegação antiaborto.
Golob teve um papel ativo na corrida pela liderança do Partido Conservador do Canadá em 2017, apoiando Andrew Scheer, Brad Trost e Pierre Lemieux.